# Les Délires du pouvoir
Pour plus de détails, voir Fiche technique et Distribution.
Les Délires du pouvoir (Das Tripas Coração) est une comédie dramatique brésilienne réalisée par Ana Carolina et sortie en 1982.
Le film est présenté dans le section Un certain regard au Festival de Cannes 1982.

## Synopsis
La fermeture d'un pensionnat réservé aux filles est décrétée par l'État. Un intervenant, Guido, est envoyé à l'école pour signer le protocole confirmant sa fermeture et déclare qu'elle deviendra une société privée. De façon inattendue, les élèves commencent à avoir des relations sexuelles, ainsi que les concierges et les agents de l'école buissonnière. Pendant ce temps, les deux directrices, Renata et Miriam, se mettent mutuellement des bâtons dans les roues car elles veulent toutes deux Guido exclusivement pour elles-mêmes. À la fin, cependant, Guido découvre que tout n'était qu'un rêve et confirme la fermeture de l'école.

## Fiche technique
- Titre français : Les Délires du pouvoir[2]
- Titre original brésilien : Das Tripas Coração[3]
- Réalisation : Ana Carolina
- Scénario : Ana Carolina, Isabel Câmara
- Photographie : Lauro Escorel
- Montage : Vera Freire
- Musique : Paulo Herculano
- Décors : Heloísa Buarque de Hollanda
- Costumes : Maria Alice
- Maquillage : Jaque Monteiro
- Production : Ana Carolina, Roberto Farias, Mário Volcoff
- Société de production : Crystal Cinematográfica, Embrafilme, Taba Filmes
- Pays de production :  Brésil
- Langue originale : portugais
- Format : Couleurs
- Genre : Comédie dramatique et érotique
- Durée : 100 minutes
- Date de sortie : 
  - France : mai 1982 (Festival de Cannes 1982)
  - Canada : 11 septembre 1982 (Festival du film de Toronto)
  - Brésil : 25 octobre 1982

## Distribution
- Antônio Fagundes : Guido
- Dina Sfat : Renata
- Xuxa Lopes : Miriam
- Ney Latorraca : le père
- Christiane Torloni : la prof
- Cristina Pereira : Amindra
- Nair Bello : Nair
- Isa Kopelman : Florzinha
- Stella Freitas : Penha
- Maria do Carmo Sodré : Itapemirim
- Eduardo Tornaghi
- Othon Bastos
- Myriam Muniz